# 梅日察市鎮
梅日察市鎮（斯洛維尼亞語： 發音：[mɛˈʒiːtsa] ⓘ），是斯洛維尼亞北部的一個市镇，行政中心为梅日察。該市镇傳統上屬於卡林西亞地區，現在包括在科羅統計區中。梅日察市镇於1994年成立。

## 外部連結
- 维基共享资源上的相關多媒體資源：梅日察市鎮
- Municipality of Mežica on Geopedia （页面存档备份，存于）
- Mežica municipal site （页面存档备份，存于）